# (400266) 2007 RP147
(400266) 2007 RP147 es un asteroide perteneciente al cinturón de asteroides, descubierto el 11 de septiembre de 2007 por el equipo del Chinese Near Earth Object Survey desde el Observatorio de la Montaña Púrpura, Nankín (China).

## Designación y nombre
Designado provisionalmente como 2007 RP147.

## Características orbitales
2007 RP147 está situado a una distancia media del Sol de 2,376 ua, pudiendo alejarse hasta 2,817 ua y acercarse hasta 1,935 ua. Su excentricidad es 0,185 y la inclinación orbital 5,532 grados. Emplea 1338,31 días en completar una órbita alrededor del Sol.

## Características físicas
La magnitud absoluta de 2007 RP147 es 17,3.